# Андреја Лешки
Андреја Лешки (словен. Andreja Leški; Копар, 8. јануар 1997) словеначка је џудисткиња.

## Биографија
Рођена је 8. јануара 1997. у Копару. Први пут је учествовала на Европском првенству у џудоу 2017. када је елиминисана у првом мечу. Такмичила се на Светском првенству 2017. и 2018. године.
Године 2021. је освојила бронзану медаљу на такмичењу Judo World Masters у Дохи. Неколико месеци касније је освојила бронзану медаљу на Европском првенству одржаном у Лисабону. У јуну је освојила сребрну медаљу на Светском првенству у Будимпешти. На џудо гренд слему Абу Дабију 2021. је освојила бронзану медаљу.
На Светском првенству 2023. је освојила сребрну медаљу, а на Летњим олимпијским играма 2024. у Паризу златну.